# カトマンズ・トロリーバス
この項目では、かつてネパールの首都・カトマンズに存在したトロリーバスについて解説する。中国からの支援により1975年に開通したが、長期の休止を挟んだ後2009年に廃止された。

## 概要
カトマンズ市内のトロリーバスは、豊富な水資源を活かした電力事業促進の一環として1975年に営業運転を開始した経緯を持つ。建設に際しては中国から4,000万ネパール・ルピーの援助や技術支援を受けており、施設や車両も中国からの輸入で賄われた。スルヤビナヤクからトリプレシュナールを結ぶ、15の停留所を有する全長13 kmの路線を有しており、最盛期には1日の利用客が20,000人に達し、運行時間も1日16時間となっていた。
開業以降、トロリーバスはネパール交通公社のトロリーバス運営部門（Nepal Trolley Bus Service）によって運営されていたが、1990年代以降の民主化運動（ジャナ・アンドラン）の中で、ネパール王国の重要プロジェクトの1つであったトロリーバスは頻繁に槍玉に挙げられた。更に、1980年代まで高い収益を誇っていたトロリーバスは政府関係者の天下り先となり、必要以上の従業員を抱える事となった。その結果、トロリーバスの経営状況は悪化の一途を辿り、本数減少を始めとしたサービス低下も相まって利用客も大幅に減った。更にメンテナンス面も劣化し、1997年に導入された中国製の新型車両5両が複雑な機構により営業運転に使用できず、既存の車両についても老朽化が進む事態となった。そして2001年12月、ネパール交通公社は財政悪化を理由にトロリーバスの廃止を決定した。
その後、カトマンズを始めとした沿線自治体の活動により2003年9月からカトマンズ広域都市公社（Kathmandu Metropolitan City）によってトロリーバスの運行が再開し、翌10月から全線の復旧が完了した。だが廃止前のトロリーバスの利用客は戻らず、毎月200万ネパール・ルピーもの赤字が生じる不採算事業になった事から翌2004年にトリプレシュナール - コテショール間に縮小した。そして2008年11月にトロリーバスの運行は完全に停止し、翌2009年に正式な廃止が決定した。廃止後も残されていた架線柱についてはアルニコ・ハイウェイのカトマンズ市内における拡張計画に合わせて撤去されている。

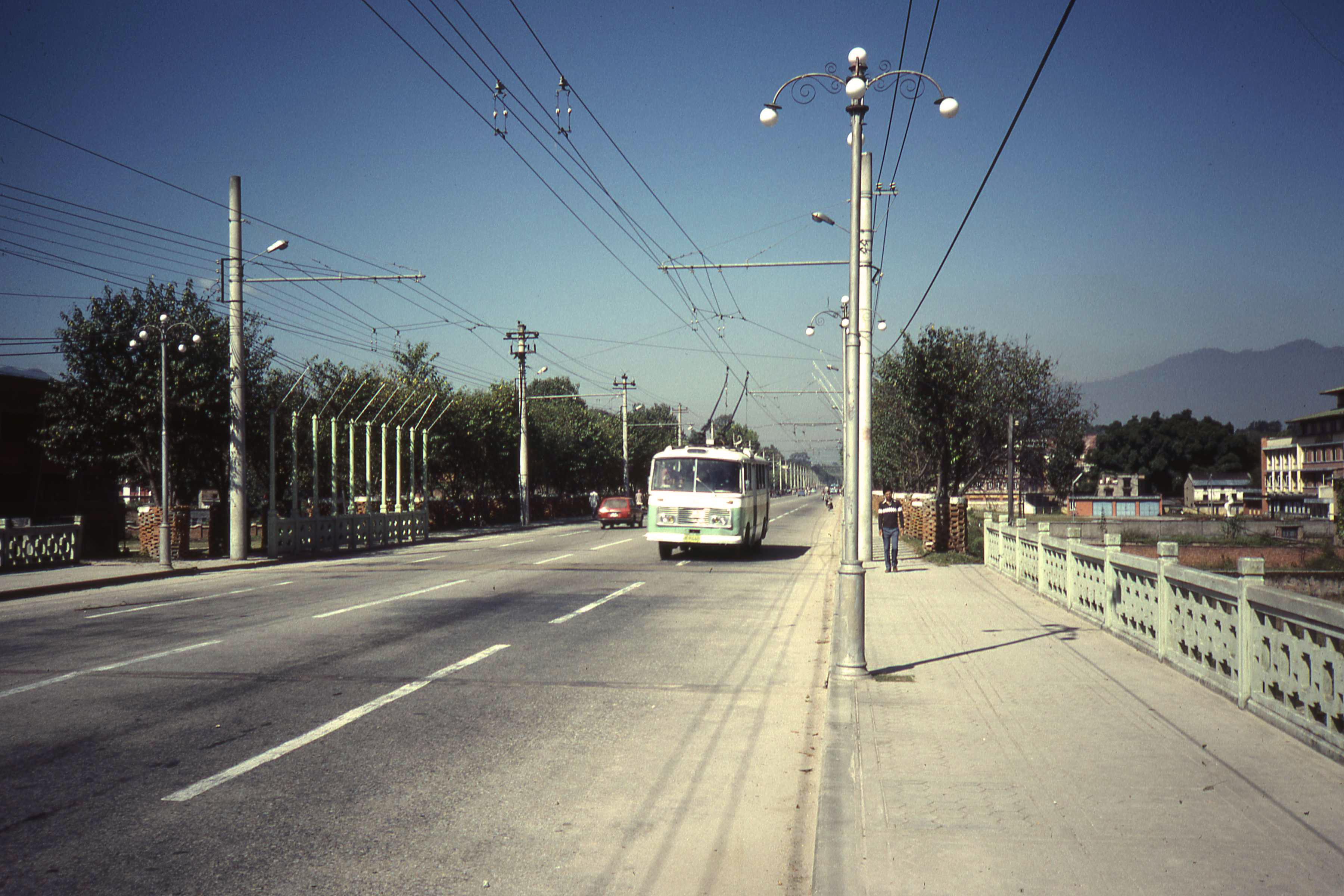
カトマンズ郊外を走るトロリーバス（1985年撮影）
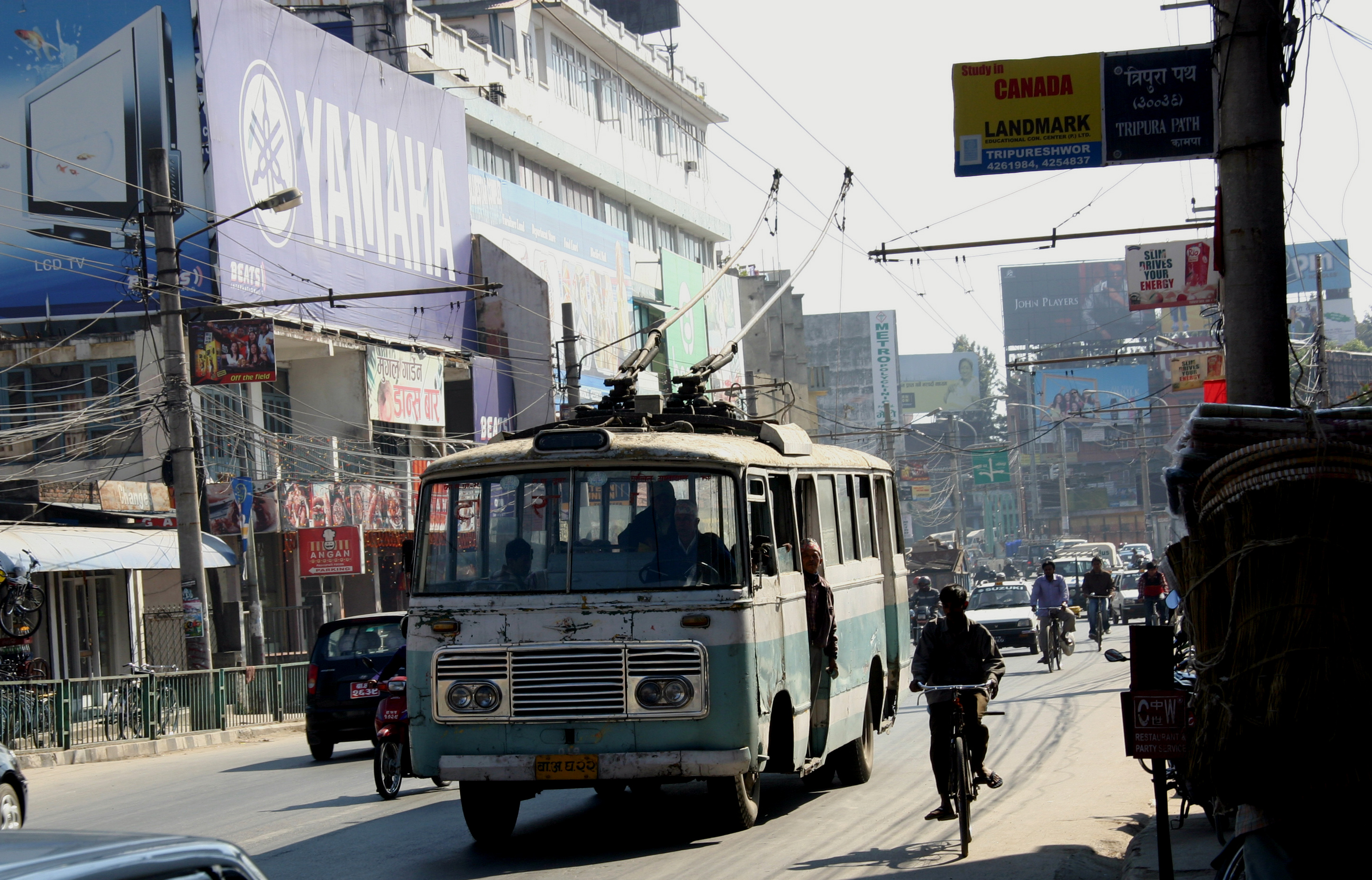
営業運転再開後のトロリーバス（2007年撮影）